# Sheep Farm
Sheep Farm is een dorp in het district Southern in Botswana. De plaats telt 314 inwoners (2011).